# Rudolf Dietsch
Heinrich Rudolf Dietsch (Mylau, 16 marzo 1814 – Lipsia, 29 dicembre 1875) è stato un filologo classico e linguista tedesco.

## Biografia
Dal 1832 al 1836 studiò filologia classica e storia all'Università di Lipsia come allievo di Gottfried Hermann, Wilhelm Wachsmuth e Anton Westermann, poi continuò la sua formazione a Halle come allievo di Gottfried Bernhardy e Heinrich Leo. Insegnò al ginnasio di Hildburghausen e alla scuola statale di Grimma e nel 1861 fu nominato rettore accademico a Plauen. Nel 1866 tornò a Grimma, dove fu rettore fino al 1872.
Dal 1847 al 1862 fu uno dei redattori della rivista Neue Jahrbücher für Philologie und Pädagogik. Pubblicò una preziosa edizione delle opere complete di Sallustio (2 volumi, 1843-46, 4ª edizione 1874) e Versuch über Thucydides ("Saggio su Tucidide", 1865).